# Bertil Hult
Bertil Hult (* 1942, Stockholm) je švédský podnikatel a miliardář, zakladatel a majitel společnosti EF Education.

## Biografie
Bertil Hult se narodil v roce 1942 ve Stockholmu v rodině právníka. Začal studovat matematik v Lundu, studium však nikdy nedokončil. V roce 1965 založil společnost EF Education a až do roku 2002 byla jejím generálním ředitelem. Pod jeho vedením se společnost rozrostla a dnes je největší svého druhu na světě. Kromě EF se také angažuje v boji proti nelegálním drogám a podporuje výzkum dyslexie. Dnes Hult, třetí nejbohatší Švéd a žije ve Švýcarsku. Je ženatý a má čtyři děti, z nichž všichni jsou zaměstnáni v rodinných podnicích. V roce 2006 získal prestižní švédské ocenění Årets svensk i världen (Mezinárodní Švéd roku).